# Gunung Kucir
Gunung Kucir är ett berg i Indonesien.   Det ligger i provinsen Yogyakarta, i den västra delen av landet, 400 km öster om huvudstaden Jakarta. Toppen på Gunung Kucir är 737 meter över havet, eller 111 meter över den omgivande terrängen. Bredden vid basen är 1,2 km.
Terrängen runt Gunung Kucir är huvudsakligen kuperad.Runt Gunung Kucir är det mycket tätbefolkat, med 1 135 invånare per kvadratkilometer. Närmaste större samhälle är Godean, 15,8 km sydost om Gunung Kucir. Trakten runt Gunung Kucir består till största delen av jordbruksmark.